# Chicago Water Tower

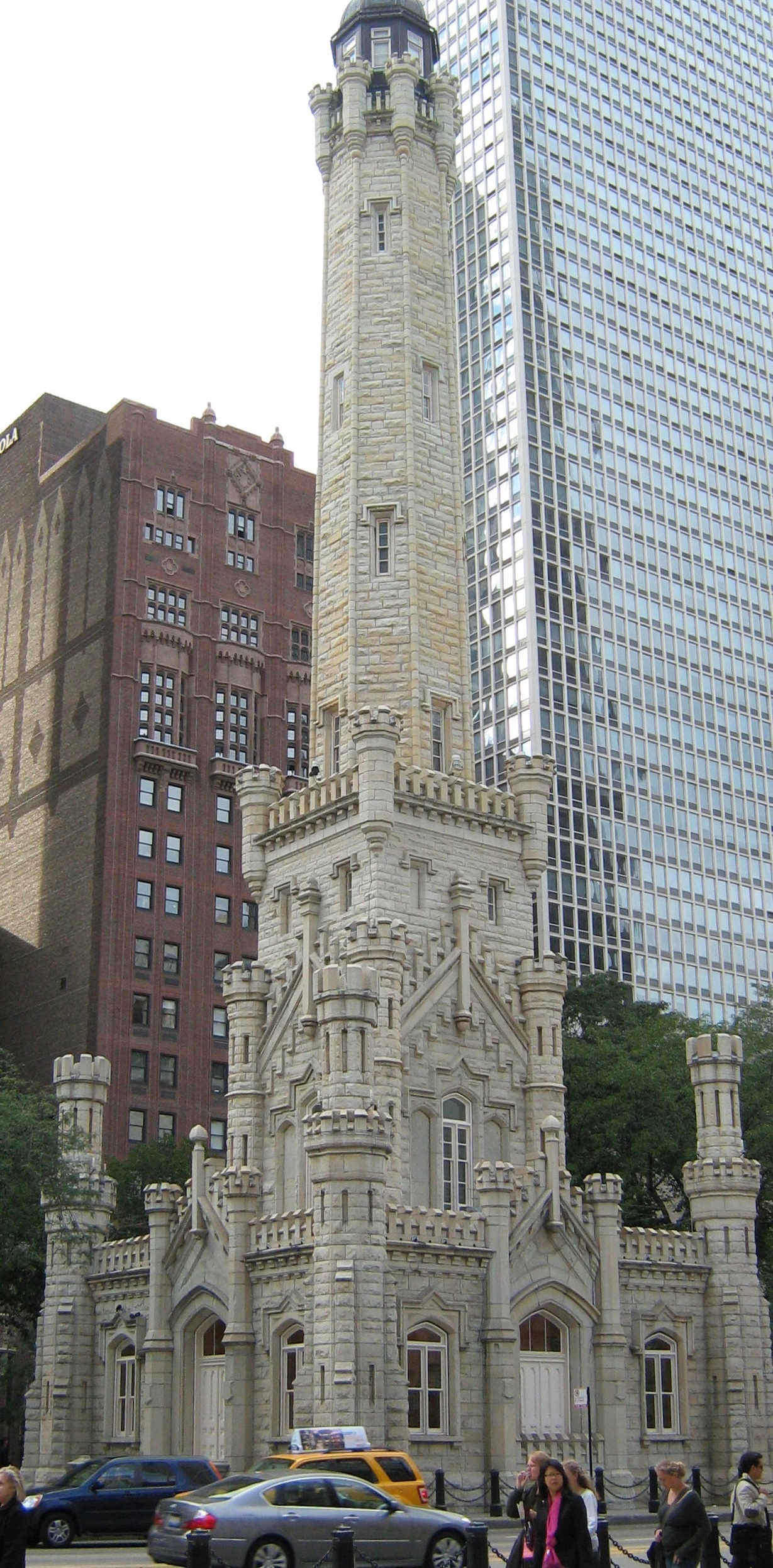
De Chicago Water Tower in 2008

De Chicago Water Tower is een watertoren in Chicago, Verenigde Staten. Het 55,63 meter hoge bouwwerk bevindt zich op 800 N. Michigan Avenue, vlak bij de Park Tower en het John Hancock Center. De bouw van de toren begon in 1867 en eindigde in 1869.

## Ontwerp
De Chicago Water Tower is ontworpen door William W. Boyington. Achter de Neogotische gevel vindt men een standpijp van 40 meter hoog. De standpijp moest de druk stabiliseren van het opgepompte water.
De watertoren is gebouwd met kalksteenblokken uit Joliet in Illinois. Het gebouw werd van 1913 tot 1916 en in 1978 gerenoveerd.
Nadat de watertoren de Grote brand van Chicago had overleefd, groeide het uit tot een van de belangrijkste symbolen van Chicago. In mei 1969, toen de toren honderd jaar bestond, werd het gebouw door de American Water Works Association uitgekozen als het eerste American Water Landmark.